# Straw Dogs (2011)
Straw Dogs (bra: Sob o Domínio do Medo; prt: Cães de Palha) é um filme estadunidense de 2011, do gênero suspense, escrito e dirigido por Rod Lurie, que reescreveu o roteiro de 1971, por sua vez baseado no romance The Siege of Trencher's Farm, de Gordon Williams.

## Elenco
- James Marsden como David Sumner
- Kate Bosworth como Amy Sumner
- Alexander Skarsgård como Charlie Venner
- Dominic Purcell como Jeremy Niles
- Rhys Coiro como Norman
- Willa Holland como Janice Heddon
- James Woods como "Tom" Thomas Heddon
- Billy Lush como Chris
- Laz Alonso como xerife John Burke
- Walton Goggins como Daniel Niles
- Anson Mount como treinador Milkens
- Drew Powell como Bic

## Sinopse
O roteirista David Sumner e sua esposa Amy se mudam para o rural Mississippi, onde Amy cresceu. Eles vão morar na casa do pai recém-falecido de Amy e permitir que David termine um roteiro.
Na cidade, uma tarde, David conhece o ex-namorado de Amy, Charlie, e seus três amigos, Norman, Chris e Bic. David é intimidado pelos homens, mas eles já foram contratados para consertar o telhado do celeiro na propriedade de Amy. Ele também conhece Tom Heddon, um ex-treinador de futebol americano do ensino médio cuja filha de 15 anos, Janice, é atraída por um homem local com deficiência intelectual, Jeremy Niles. Heddon muitas vezes intimida Jeremy e acredita que ele está perseguindo sua filha.
Charlie e seus amigos chegam cedo na manhã seguinte para trabalhar no telhado. Eles insultam David, que mais tarde se transforma em assédio. Eles também fazem comentários grosseiros com Amy e tocam música alta para distrair David enquanto ele escreve. Eles costumam sair mais cedo quando querem caçar, o que preocupa David, porque eles levam uma eternidade para terminar o telhado.
Um domingo depois da igreja, Heddon ataca Jeremy por conversar com Janice, e Amy vem em sua defesa, mas David a avisa para não se envolver. Mais tarde naquela noite em casa, David descobre seu gato estrangulado e pendurado no armário do quarto. Amy está certa de que Charlie e seus amigos são os culpados por terem desaparecido do churrasco da igreja por algumas horas antes, mas David hesita em confrontá-los. Quando ele finalmente os questiona, os homens negam tudo.
Charlie convida David para caçar veados. Enquanto David está na floresta com dois dos homens, Charlie volta para casa e entra para confrontar Amy e também fazer sexo com ela, porque ele acha que ela ainda o quer. Ele a joga no sofá e a estupra. Depois, ele percebe que estuprou Amy, e que ela não queria isso, e está atordoada. Norman chega, segura Amy em cima do sofá e a estupra enquanto Charlie assiste. Eles então partem. Quando David volta, Amy não conta a ele o que aconteceu. Em vez disso, ela incentiva David a demitir Charlie e seus homens. No dia seguinte, David diz a Charlie que consertar o teto está demorando muito. Charlie insiste que eles já pagaram pelo material de cobertura, pelo qual David concorda em pagar. Finalmente, Charlie e sua equipe partem, comemorando seu pagamento de US$5,000.
David e Amy vão a um jogo de futebol local. A líder de torcida Janice atrai Jeremy para entrar em um vestiário vazio. Heddon percebe que sua filha está desaparecida e vai procurá-la. Enquanto isso, Janice tenta convencer Jeremy a deixá-la fazer sexo oral. Eles ouvem Heddon chamando Janice. Com medo de Heddon encontrá-los, Jeremy segura Janice contra seu corpo com a mão sobre a boca e o nariz, acidentalmente sufocando-a até a morte. Horrorizado, ele foge da escola. Heddon volta para dizer a Charlie e seus amigos que Janice está desaparecida. Todos eles suspeitam que Jeremy tenha feito algo com ela.
No jogo, Amy tem flashbacks assustadores sobre os estupros e pede que David a leve para casa. No caminho, ela diz a ele que quer voltar para Los Angeles, surpreendendo-o e fazendo com que atropele acidentalmente Jeremy, que está parado na estrada. David e Amy o levam de volta para sua casa e chamam uma ambulância. Charlie e Norman ouvem a chamada de ambulância em um rádio da polícia e informe Heddon. Todos eles dirigem para a casa de David e Amy e exigem que o casal entregue Jeremy, mas David se recusa. O xerife chega logo depois e tenta acalmar a situação. Ele bate na porta e diz a David para abrir a porta, mas David ainda se recusa. Heddon pega sua arma novamente e atira fatalmente no xerife. Depois de testemunhar o assassinato, David sabe agora que os homens tentarão matar não apenas Jeremy, mas também os dois. David e Amy fecham as portas com barricada. Ele a pede para ajudá-lo a abrir as mandíbulas de uma armadilha decorativa de urso. Então ele envia Amy para o andar de cima com Jeremy. David procura freneticamente por algo que ele possa usar em casa para combater os homens.
Quando Chris tenta entrar pela janela, David prega suas mãos na parede com uma pistola de pregos, com a garganta fatalmente exposta a cacos de vidro. Quando Heddon tenta seguir, David queima o rosto com óleo quente. Heddon e Charlie usam a caminhonete para entrar na casa, mas Charlie fica inconsciente. David luta contra Heddon e faz com que ele atire no próprio pé. David então atira em Heddon e mata Bic com um atiçador na lareira.
No andar de cima, Amy e Jeremy são atacados por Norman, que entrou pela janela. Norman está tentando estuprar Amy novamente quando David e Charlie aparecem. Amy atira em Norman, Charlie ataca e a desarma, depois David pula nele. Charlie chuta David escada abaixo e o bate severamente. Enquanto David fica prostrado no chão, desarmado, Charlie se prepara para atirar em sua cabeça quando Amy se aproxima por trás, apontando a arma para ele. Virando-se para ela, Charlie informa que a arma está vazia e diz: "Eu sempre protegerei você, bebê", quando David se levanta atrás dele e bate a armadilha de urso aberta em sua cabeça, que o fecha e o prende. Charlie morre lentamente. Enquanto Amy, a princípio, fica horrorizada com a cena,
Quando as sirenes são ouvidas, com o celeiro adjacente em chamas, David diz: "Eu peguei todos eles".

## Produção
O filme foi originalmente programado para ser lançado em 25 de fevereiro de 2011. No entanto, a data foi adiada para 16 de setembro de 2011. O filme começou a ser rodado em 16 de agosto de 2009 em Shreveport e Vivian, Louisiana.

## Lançamento

### Bilheteria
Straw Dogs abriu em 16 de setembro de 2011 com US$1,980,000 para o dia de estreia e levou US$5,1 milhões em seu fim de semana de abertura.

### Recepção crítica
O filme recebeu críticas mistas; Rotten Tomatoes dá ao filme uma pontuação de 42% com base em críticas de 125 críticos, com o consenso "Este remake agiliza a trama, mas acaba cometendo um erro fatal: comemora a violência". Metacritic dá ao filme uma pontuação de 45% com base em 29 críticas, indicando "críticas mistas ou médias".